# مونرو جوستين
مونرو جوستين (بالإنجليزية: Monroe Heath)‏ هو سياسي أمريكي، ولد في 27 مارس 1827 في غرافتون في الولايات المتحدة، وتوفي في 21 أكتوبر 1894 في آشفيل في الولايات المتحدة بسبب سكتة. حزبياً، نشط في الحزب الجمهوري. وقد انتخب عمدة شيكاغو ‏.